# Drugie życie Lucii
Drugie życie Lucii (wł. Il richiamo) – włosko-argentyński melodramat z 2009 roku w reżyserii Stefano Pasetto. Film miał swoją premierę w Argentynie 12 czerwca 2009 roku. Na ekrany polskich kin wszedł 30 września 2011 roku.

## Fabuła
Lucia ma poważne problemy ze zdrowiem, a w dodatku odkrywa, że jest zdradzana przez męża. Rzuca wszystko i wraz z przyjaciółką, Leą – z którą połączyła ją zmysłowa, lesbijska fascynacja – wyrusza w podróż do wybrzeży Patagonii.

## Obsada
- Sandra Ceccarelli	− Lucia
- Francesca Inaudi − Lea
- César Bordón − Bruno
- Arturo Goetz − dr. Costa
- Guillermo Pfening − Marco

## Produkcja
Zdjęcia kręcono w Buenos Aires i w Patagonii.